# 葛城市立新庄中学校
葛󠄀城市立新庄中学校（かつらぎしりつ しんじょうちゅうがっこう）は奈良県葛󠄀城市にある公立中学校である。

## 概要
葛󠄀城市内にある中学校の1つで、1947年に開校した。

## 沿革
- 1947年3月21日　新庄町立新庄小学校（現・葛󠄀城市立新庄小学校）に新庄中学校併置。
- 1947年4月22日　開校式および入学式挙行。
- 1949年4月5日　新庄町新庄屋跡（現位置）に移転。第2・3学年が移転。
- 1951年3月6日　第二期工事完成、第1学年も移転。
- 1951年8月6日　運動場拡張され、第一回体育祭挙行。
- 1953年5月8日　本館落成。
- 1953年10月24日　校旗制定
- 1956年7月2日　校歌制定。
- 1960年4月1日　旧新庄、忍海両中学校を統合、新庄町立新庄中学校発足。
- 1961年3月25日　屋内体育館建設。5月3日、落成式挙行。
- 1961年7月21日　普通教室4教室増築起工式挙行。
- 1962年1月31日　自転車置き場完成。
- 1963年9月1日　給食配膳室設置。
- 1964年7月31日　プール完工。
- 1967年3月31日　体育倉庫完成。
- 1970年10月30日　改築新校舎竣工。
- 1980年9月16日　相撲場完成。
- 1982年5月7日　増築校舎竣工。
- 1984年10月13日　第39回国民体育大会サッカー競技界開始式の集団演技に参加。
- 1989年10月31日　職員手洗い増築。
- 1991年8月31日　北館改修。
- 1992年8月31日　南館改修。
- 1996年8月28日　武道場新築およびプール改築起工式挙行。
- 1997年3月4日　武道場およびプール竣工式挙行。
- 1997年11月17日　創立50周年記念式典を挙行。
- 1998年7月25日　LL教室改修。
- 2002年7月　校内のバリアフリー改修。
- 2004年10月1日　葛󠄀城市政に伴い、葛󠄀城市立新庄中学校に。
- 2009年8月31日　北館耐震改修。
- 2010年8月31日　南館耐震改修。

## 部活動

### 運動部
- 野球部
- 陸上部
- 男子ソフトテニス部
- 女子ソフトテニス部
- 男子バスケットボール部
- 女子バスケットボール部
- 卓球部
- 女子バレーボール部
- サッカー
- 剣道部
- 水泳部
- 柔道部
- バドミントン部

### 文化部
- 吹奏楽部
- 美術部
- 技術部
- ホームメイキング部
- 書道部
- ELE

## 校区
- 葛城市立忍海小学校
- 葛城市立新庄小学校
- 葛城市立新庄北小学校